# Марк Юний Руфин Сабиниан
Марк Юний Руфин Сабиниан (на латински: Marcus Iunius Rufinus Sabinianus) е политик и сенатор на Римската империя през 2 век.
Сабиниан е брат на Авъл Юний Руфин (консул 153 г.), чиято дъщеря Помпея Триария е съпруга на Гай Еруций Клар (консул 170 г.).
През 155 г. Сабиниан е консул заедно с Гай Юлий Север. През 172/173 г. е проконсул на провинция Азия. 